# The Best of Waylon Jennings
The Best of Waylon Jennings es un álbum recopilatorio del cantante Waylon Jennings lanzado en 1970 bajo el sello disquero RCA Victor. Contiene varios sencillo y canciones populares.
En Europa, RCA decidió poner 3 canciones más uno de ellos era su éxito del momento "Singer Of Sad Songs", para la cual se hizo una versión ligeramente superior que la versión estadounidense.
La canción "Delia's Gone" había sido grabada previamente por su compañero Johnny Cash para su CD The Sound of Johnny Cash en 1962 y el CD American Recordings en 1994.
En 1978, RCA reeditó el álbum con una mejor portada y 5 años después de eso se hizo otra versión del álbum.

## Canciones (Versión U.S.A)
1. The Days of Sand and Shovels
(Doyle Marsh y George Reneau)
2. MacArthur Park - (Junto a The Kimberlys) 
(Jimmy Webb)
3. Delia's Gone 
(Waylon Jennings y Tommy Jennings)
4. Walk on Out of My Mind 
(Red Lane)
5. Anita, You're Dreaming 
(Don Bowman y Jennings)
6. Only Daddy That'll Walk the Line 
(Jimmy Bryant)
7. Just to Satisfy You 
(Bowman y Jennings)
8. I Got You - (Junto a Anita Carter)
(Gordon Gaibraith y Ricci Mareno)
9. Something's Wrong in California 
(Wayne Carson y Rodney Lay)
10. Ruby, Don't Take Your Love to Town 
(Mel Tillis)

## Canciones (Versión Europea)
1. Love Of The Common People 
(Ronnie Wilkins y John Hurley)
2. The Days of Sand and Shovels
(Doyle Marsh y George Reneau)
3. MacArthur Park - (Junto a The Kimberlys) 
(Jimmy Webb)
4. Delia's Gone 
(Waylon Jennings y Tommy Jennings)
5. Walk on Out of My Mind 
(Red Lane)
6. Anita, You're Dreaming 
(Don Bowman y Jennings)
7. Only Daddy That'll Walk the Line 
(Jimmy Bryant)
8. Just to Satisfy You 
(Bowman y Jennings)
9. I Got You - (Junto a Anita Carter)
(Gordon Gaibraith y Ricci Mareno)
10. Something's Wrong in California 
(Wayne Carson y Rodney Lay)
11. Ruby, Don't Take Your Love to Town 
(Mel Tillis)
12. Brown-Eyed Handsome Man 
(Chuck Berry)
13. Singer Of Sad Songs 
(Alex Zanetis)

## Canciones (Versión U.S.A de 1983)
1. The Days Of Sand And Shovels
(Doyle Marsh y George Reneau)
2. MacArthur Park - (Junto a The Kimberlys) 
(Jimmy Webb)
3. Delia's Gone 
(Waylon Jennings y Tommy Jennings)
4. Walk On Out Of My Mind 
(Red Lane)
5. Only Daddy That'll Walk The Line 
(Jimmy Bryant)
6. Just To Satisfy You 
(Don Bowman y Jennings)
7. Anita, You're Dreaming 
(Don Bowman y Jennings)
8. Ruby, Don't Take Your Love To Town 
(Mel Tillis)